# Киржи (Север)
Киржи (фр. Curgies) је насељено место у Француској у региону Север-Па д Кале, у департману Север.
По подацима из 2011. године у општини је живело 1075 становника, а густина насељености је износила 176,81 становника/km².

## Демографија
| 1962. | 1968. | 1975. | 1982. | 1990. | 2011. |
| ----- | ----- | ----- | ----- | ----- | ----- |
| 1.015 | 961   | 945   | 1.012 | 1.163 | 1.075 |